# Chapelure

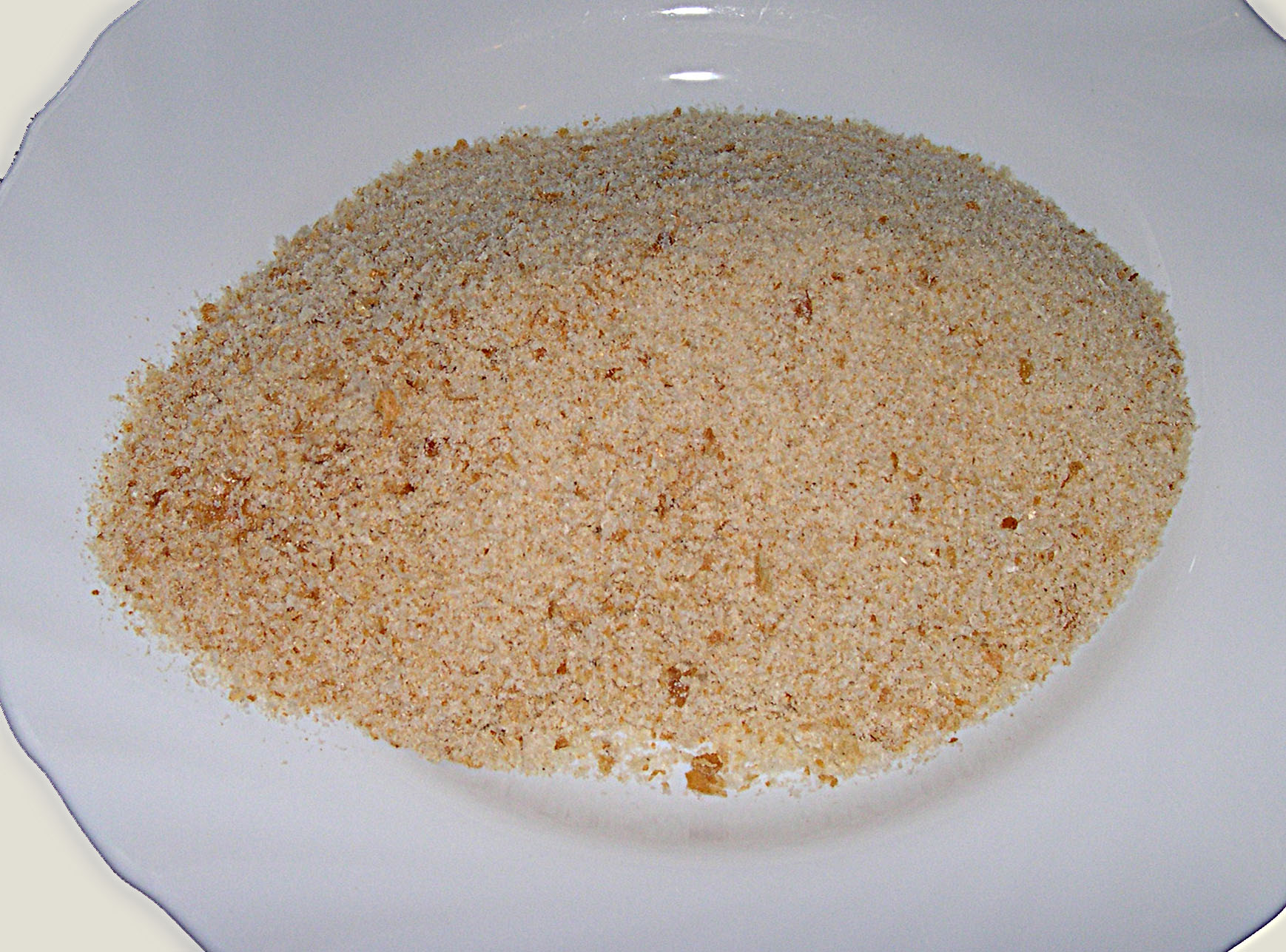
Chapelure.

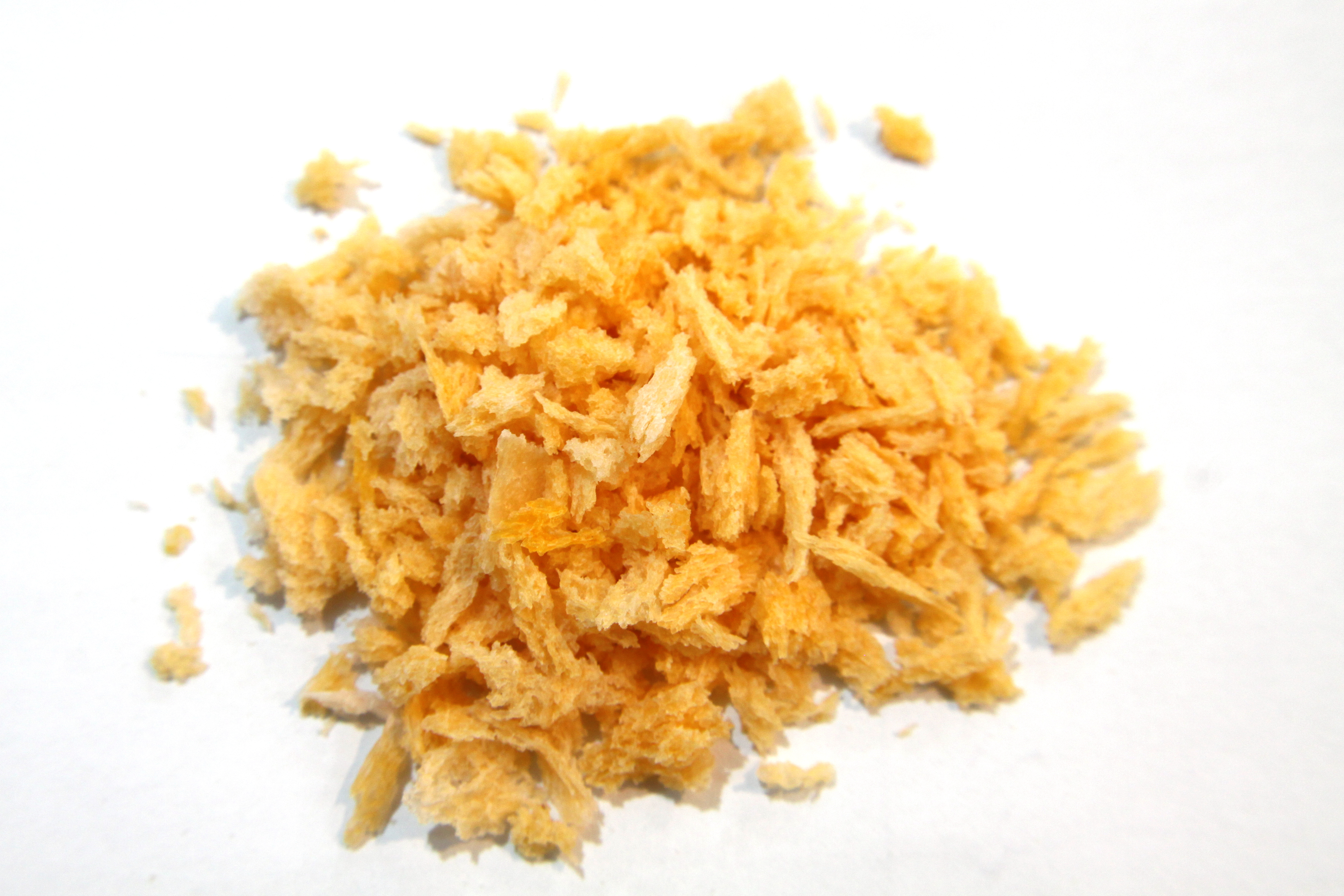
Chapelure panko au paprika.

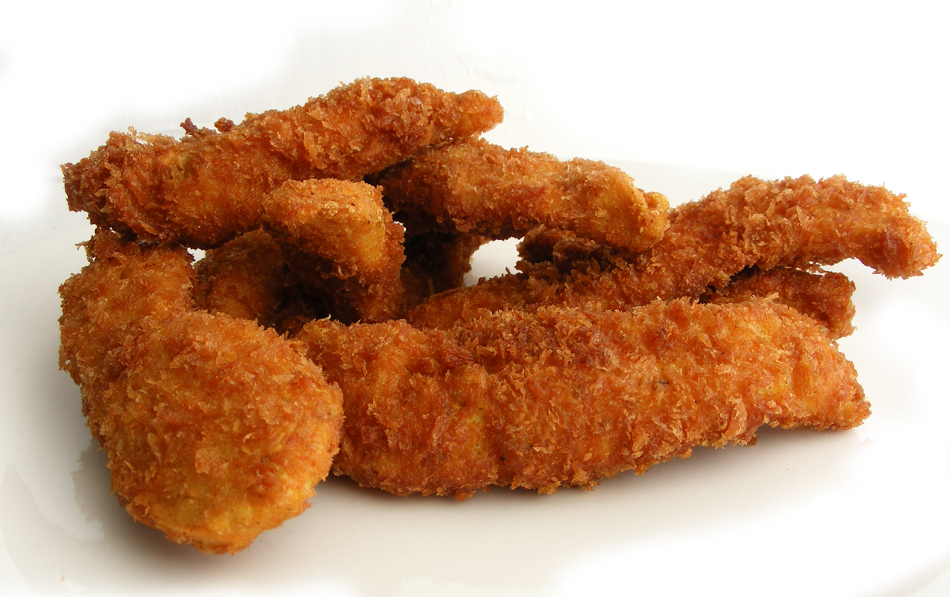
Bâtonnets de poulet recouverts de chapelure puis frits.

La chapelure (de chapeler, « réduire en poudre ») est un produit culinaire constitué de miettes plus ou moins grosses, de pain ou de biscotte. Originellement, elle est constituée de pain sec ou séché au four, puis écrasé avec un pilon dans un mortier, ou passé sous le rouleau à pâtisserie.

## Distinction
On distingue traditionnellement la chapelure blanche, faite de mie de pain anglais, et la chapelure blonde, faite de croutes de pain ordinaire.
On trouve dans le commerce de la chapelure en paquet, qui est alors souvent un sous-produit des boulangeries industrielles.
On distingue la panure de la chapelure, la panure étant faite à partir de mie de pain fraîche, finement émiettée.

## Usage
En cuisine, la chapelure peut s'utiliser pour paner des aliments, pour épaissir une préparation comme une sauce ou une farce, ou pour saupoudrer un mets à gratiner.
Elle est importante dans la recette de la sauce au pain.

## Argot
L'expression : « N'avoir plus de chapelure sur le jambonneau » signifie n'avoir plus de cheveux, être chauve.